# Эйглоу Оуск Густафсдоуттир
Эйглоу Оуск Густафсдоуттир (исл. Eygló Ósk Gústafsdóttir; 1 февраля 1995, Рейкьявик) — исландская пловчиха, двукратный бронзовый призёр чемпионата Европы на короткой воде и участница Олимпийских игр 2012 и 2016 годов.

## Карьера
Участница Олимпийских игр 2012 и 2016 годов. В Лондоне участвовала в заплывах на 100 и 200 метров на спине, в комплексном плавании на 200 метров и в комбинированной эстафете 4×100 метров. В Рио-де-Жанейро на дистанции 100 метров на спине не смогла выйти в финал, а в полуфинале заплыва на 200 метров установила национальный рекорд и заняла в финале 8-е место.
Обладательница двух бронзовых медалей чемпионата Европы на короткой воде 2015 года в плавании на 100 и 200 метров на спине.